# Meteor Music Awards
Les Meteor Ireland Music Awards (appelés populairement The Meteors), sont les prix musicaux nationaux irlandais. Ils sont organisés chaque année depuis 2001, ayant remplacé les IRMA (Irlande Music Awards) qui avaient lieu dans les années 1990.

## Gagnants

### Prix Irlandais
| Année | Homme          | Femme          | Groupe      | Album                           | Performance En Direct | Artiste Pop | Nouveel Artiste       | Prix Honorifique |
| ----- | -------------- | -------------- | ----------- | ------------------------------- | --------------------- | ----------- | --------------------- | ---------------- |
| 2001  | Ronan Keating  | Sharon Shannon | U2          | All That You Can't Leave Behind | U2                    | Westlife    | JJ72                  | Christy Moore    |
| 2002  | David Kitt     | Samantha Mumba | U2          | All That You Can't Leave Behind | -                     | Westlife    | The Revs              | Paul McGuinness  |
| 2003  | Mundy          | Carly Hennessy | U2          | Skylarkin                       | -                     | Westlife    | The Thrills           | Bob Geldof       |
| 2004  | Paddy Casey    | Cara Dillon    | The Frames  | So Much for the City            | -                     | Westlife    | Future Kings of Spain | The Dubliners    |
| 2005  | Paddy Casey    | Juliet Turner  | Snow Patrol | Final Straw                     | -                     | Westlife    | The Chalets           | Aslan            |
| 2006  | Damien Dempsey | Gemma Hayes    | U2          | How to Dismantle an Atomic Bomb | U2                    | Westlife    | Humanzi               | The Pogues       |
| 2007  | Damien Dempsey | Luan Parle     | Snow Patrol | Eyes Open                       | Snow Patrol           | Westlife    | Director              | Clannad          |
| 2008  | Duke Special   | Cathy Davey    | Aslan       | Addicted to Company             | The Blizzards         | Westlife    | -                     | The Saw Doctors  |
| 2009  | Mick Flannery  | Imelda May     | The Script  | The Script                      | The Blizzards         | Westlife    | -                     | Sharon Shannon   |

### Prix International

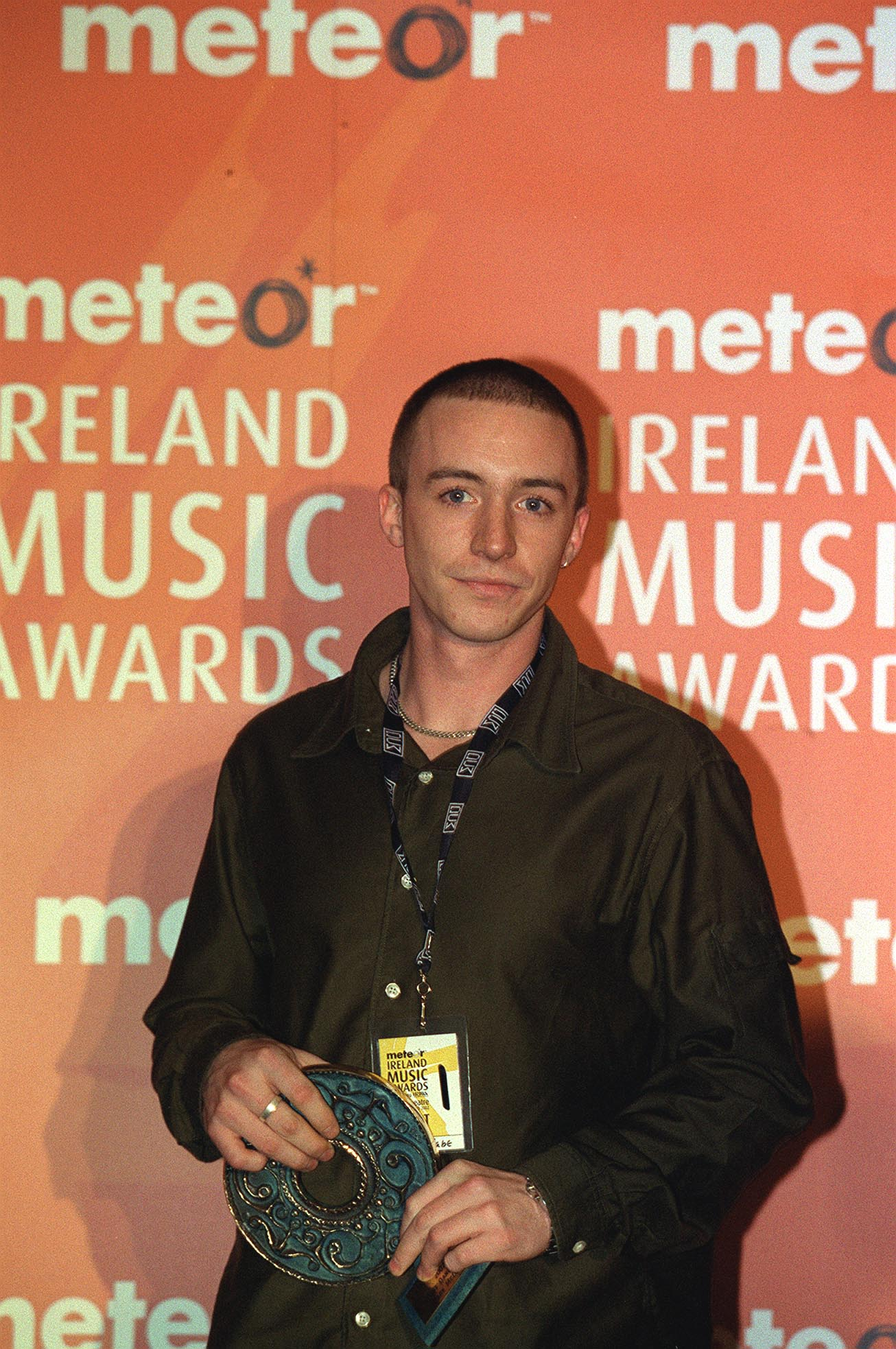
Un artiste tenant un meteor music awards

| Année | Homme             | Femme           | Groupe          | Album                                         | Performance En Direct |
| ----- | ----------------- | --------------- | --------------- | --------------------------------------------- | --------------------- |
| 2001  | David Gray        | Whitney Houston | -               | White Ladder                                  | -                     |
| 2002  | Robbie Williams   | Dido            | Stereophonics   | Is This It                                    | Red Hot Chili Peppers |
| 2003  | Eminem            | Avril Lavigne   | Coldplay        | By the Way                                    | Red Hot Chili Peppers |
| 2004  | Justin Timberlake | Beyoncé         | The Darkness    | Elephant                                      | Red Hot Chili Peppers |
| 2005  | Morrissey         | PJ Harvey       | Franz Ferdinand | Franz Ferdinand                               | The Killers           |
| 2006  | Kanye West        | Gwen Stefani    | Kaiser Chiefs   | Employment                                    | -                     |
| 2007  | Justin Timberlake | Lily Allen      | Scissor Sisters | Whatever People Say I Am, That's What I'm Not | -                     |
| 2008  | Bruce Springsteen | Amy Winehouse   | Radiohead       | Neon Bible                                    | Muse                  |
| 2009  | James Morrison    | Duffy           | Elbow           | Only by the Night                             | Leonard Cohen         |